# Adenozilkobinamid-fosfatna sintaza
Adenozilkobinamid-fosfatna sintaza (EC 6.3.1.10, CbiB) je enzim sa sistematskim imenom adenozilkobirinska kiselina:(R)-1-aminopropan-2-il fosfat ligaza (formira ADP). Ovaj enzim katalizuje sledeću hemijsku reakciju
(1) ATP + adenozilkobirinska kiselina + ()-1-aminopropan-2-il fosfat {\displaystyle \rightleftharpoons } ADP + fosfat + adenozilkobinamid fosfat
(2) ATP + adenozilkobirinska kiselina + ()-1-aminopropan-2-ol {\displaystyle \rightleftharpoons } ADP + fosfat + adenozilkobinamid
Jedan od supstrata ove reakcije, (-{R]-)-1-aminopropan-2-il fosfat, se formira posredstvom enzima CobD (EC 4.1.1.81, treonin-fosfat dekarboksilaze).

## Literatura
- Nicholas C. Price; Lewis Stevens (1999). Fundamentals of Enzymology: The Cell and Molecular Biology of Catalytic Proteins (Third изд.). USA: Oxford University Press. ISBN 019850229X.
- Eric J. Toone (2006). Advances in Enzymology and Related Areas of Molecular Biology, Protein Evolution (Volume 75 изд.). Wiley-Interscience. ISBN 0471205036.
- Branden C; Tooze J. Introduction to Protein Structure. New York, NY: Garland Publishing. ISBN 0-8153-2305-0.
- Irwin H. Segel. Enzyme Kinetics: Behavior and Analysis of Rapid Equilibrium and Steady-State Enzyme Systems (Book 44 изд.). Wiley Classics Library. ISBN 0471303097.

## Spoljašnje veze
- Adenosylcobinamide-phosphate+synthase на 